# 別紙慶一
別紙 慶一（べっし けいいち、1985年3月20日 - ）は、日本の俳優である。北海道出身。身長178cm、血液型O型。

## 人物
北海道で産まれ、1歳半からは横浜で育つ。
父親の仕事の都合で兵庫県に5年間住んでいた事もある。
水曜ミステリー9『検事 沢木正夫3 共犯者』では出演の他、スタッフとして造園指導。また、フジテレビ『silent』のロケ地の庭の手入れ作業や、テレビ東京『ただ離婚してないだけ』では出演と共にメインロケ地の庭の剪定など造園作業もしている。
BSCという屋号で造園業を開業している。

## 来歴
2005年のデビュー以降、尾木プロ THE NEXTから次いでプロダクション尾木に所属していたが、2015年3月31日をもって離籍。
2023年10月よりYKエージェントと業務提携を結ぶ。

## 出演

### 舞台
- スーパーお芝居スクールランブル〜お猿さんだよ、播磨くん！〜（2005年7月、全労済ホールスペース・ゼロ） - 今鳥恭介 役
- SHOW-GO produce vol.1『エンディングノート〜ゆるやかな絶望〜』（2006年5月、THEATER/TOPS） - 森大介 役
- *pnish* vol.7『トレジャーボックス』（2006年7月、全労済ホールスペース・ゼロ） - 赤影 役
- *pnish* vol.8『ワンダーボックス』（2006年9月、サンシャイン劇場） - パク 役
- リバース・ヒストリカ（2007年2月、シアターグリーン BOX in BOX THEATER） - 津田大輔／石田三成 役
- 劇団CORNFLAKES　炎の劇団員公演vol.1『博士と太郎の異常な愛情』（2007年5月 - 6月、シアターブラッツ） - 五十嵐 役
- *pnish* vol.9『シークレットボックス』（2007年9月、東京芸術劇場 中ホール / 兵庫県立芸術文化センター 中ホール） - 津田 役
- GROOVEY MAX 第1回公演『GOLDEN TRASH』（2008年3月、シアターグリーン BOX in BOX THEATER） - 大河内 役
- *pnish* プロデュース vol.3『リバースヒストリカ』（2008年4月、青山円形劇場） - 津田／石田三成 役
- エブリ リトル シング（2008年7月、紀伊國屋サザンシアター） - アンサンブル出演
- 〜avex group The 20th Anniversary〜『ココロノカケラ』（2008年9月、青山劇場） - アンサンブル出演
- SAMURAI 7（2008年11月、新宿コマ劇場） - 官吏 役
- オアシスと砂漠〜Love on the planet〜（2009年1月、青山劇場） - 梅田洋平 役
- *pnish* プロデュース vol.5『リバースヒストリカ』（2009年4月、全労済ホールスペース・ゼロ） - 津田／石田三成 役
- おはようおじさん（2009年7月、恵比寿 エコー劇場） - 柳原和幸 役
- FIELDS presents 連作短編シアター『エブリ リトル シング '09』（2009年8月、天王洲 銀河劇場） - 昌宏 役
- マリア・マグダレーナ再来日公演『マグダラなマリア』〜マリアさんは二度くらい死ぬ！オリエンタルサンシャイン急行殺人事件〜（2009年11月、サンシャイン劇場 / 神戸オリエンタル劇場） - 黒海ピロシ 役
- Infiniteプロデュース公演第3弾『闇の向こう側』（2009年12月、中野 ザ・ポケット） - 木田 役
- 天聖八剣伝（2010年6月、天王洲 銀河劇場） - 筒井大尉 役
- One on One ライブパフォーマンス『G♭』（2010年7月、遊空間がざびぃ） - 喜劇俳優1 役
- One on One 21st note　ミニシアター Chordシリーズ『Genius Writer〜本物と偽者・シェイクスピア〜』（2010年8月、中野 ザ・ポケット） - 神崎 役
- One on One live 2010.11『Love Life Live』（2010年11月、SONANTA） - 神崎 役
- ニコニコミュージカル第1弾『クリスマス・キャロル』（2010年12月、博品館劇場） - マーク・ミラー 役
- ニコニコミュージカル第5弾『DEAR BOYS -Double Revenge-』（2011年4月 - 5月、THEATRE1010） - 土橋健二  役
- LIPSYNCA（リプシンカ）〜ヒールをはいたオトコ!?タチ〜（2011年9月、シアターサンモール） - 陳家仁 役
- ニコニコミュージカル『カンタレラ2012〜裏切りの毒薬〜』（2012年3月、博品館劇場） - ロドリゴ・ボルジア 役
- WBB vol.2『プレイスター』（2012年4月 - 5月、全労済ホールスペース・ゼロ） - チンピラ 役、他
- マリア・マグダレーナ来日特別公演『マグダライブ！！』（2012年6月、SHIBUYA-AX） - 黒海ピロシ 役
- イケメン金融工学（2012年7月 - 8月、SPACE107 / ABCホール） - マッキー 役
- マリア・マグダレーナ来日公演『マグダラなマリア』 〜ワインとタンゴと男と女とワイン〜（2012年11月 - 12月、サンシャイン劇場 / 新神戸オリエンタル劇場） - 黒海ピロシ 役
- “STRAYDOG”Produce公演『映像都市・チネチッタ』（2013年5月、テアトルBONBON） - 根岸 役
- マリア・マグダレーナ来日特別公演 『マグダライブ！！ 2013』（2013年6月、SHIBUYA-AX） - 黒海ピロシ 役
- 劇団スーパー・エキセントリック・シアター　タイツマンズ・シズエ企画『歌いタイツ』（2013年9月、あうるすぽっと） - オカマライオン／滝廉太郎／オタク／樹木 役
- グレイスフルプロデュース『亜雌異人愚（アメイジング）なグレイス』（2013年11月、新神戸オリエンタル劇場 / AiiA Theater Tokyo） - 黒海ピロシ 役
- 蝶々殺人事件（2014年3月、紀伊國屋サザンシアター） - 志賀笛人 役
- 演劇集団アトリエッジ15周年 特攻隊ミュージカル『流れる雲よ2014〜未来より愛を込めて〜』（2014年5月 - 6月、中野 ザ・ポケット） - 横堂五郎 役
- 演劇ユニット青唐辛子 第2回公演 任侠ミュージカル『蝙蝠の箱』（2014年10月、新宿 Theater BRATS） - テツ 役　※主演
- Biz-tainment THEATER『WAYOUT 2015』（2015年2月 - 3月、大阪 エル・シアター / 東京芸術劇場 プレイハウス） - 中村忠 役
- AskプロデュースVol.13 〜バッキャローシリーズ第3弾〜 『虹のバッキャロー！！』〜大倉旅館編第2章〜（2015年7月 - 8月、シアターグリーン BOX in BOX THEATER） - 祖母井保 役
- ミュージカル座10月公演『ロザリー』（2016年10月、六行会ホール） - 宝石商ベメール／ロザリーの父 役
- ミュージカル『クリスマスキャロル』（2018年12月12日 - 16日、東京・東京キネマ倶楽部） - ロバート 役[3]
- Alexandrite Stage『The Great Gatsby In Tokyo』（2019年9月27日 - 10月1日、DDD青山クロスシアター） - トム・ブキャナン 役
- ミュージカル『クリスマスキャロル』（2019年12月11日 - 15日、東京・東京キネマ倶楽部 / 12月24日 - 25日、大阪・味園ユニバース） - ロバート 役[3]
- IN EASY MOTION 『赤子はゆりかごの中で』（2020年1月7日 - 12日、シアター711） - マキヤ 役
- ミュージカル『クリスマスキャロル2020』（2020年12月9日 - 15日、東京キネマ倶楽部） - ロバート 役
- ミュージカル『クリスマスキャロル2022』（2022年12月7日 - 13日、東京キネマ倶楽部） - ロバート 役
- ミュージカル『クリスマスキャロル2023』（2023年12月7日 - 13日、東京キネマ倶楽部） - ロバート 役

### テレビドラマ
- 警視庁捜査一課9係 season2 第5話（2007年5月23日、テレビ朝日） - 中畑健二 役
- のぞき屋 第11話（2007年6月11日、テレビ東京） - 探偵 役
- 匿名探偵 第2期 第3話（2014年7月25日、テレビ朝日） - 劇団員 役
- 水曜ミステリー9（テレビ東京）
  - 検事・沢木正夫3「共犯者」（2015年8月19日） - 植木屋 役
  - 佐々木譲サスペンス「警視庁特命刑事☆二人〜代官山コールドケース〜」（2015年12月23日） - 須藤 役
  - 「保険犯罪調査員 佐伯初音 〜空白の起点〜」（2016年7月20日） - 山田雅文 役
  - 検事・沢木正夫4「自首」（2016年9月14日）
- 99.9-刑事専門弁護士- 第4話（2016年5月8日、TBSテレビ）
- 朝が来る 第4話（2016年6月25日、東海テレビ）
- 月曜名作劇場 「はぐれ署長の殺人急行2」（2017年6月26日、TBS） - 記者 役
- 定年女子 第4話（2017年7月30日、NHK BSプレミアム） - 吉岡誠司 役
- 西村京太郎サスペンス「新・十津川警部シリーズ5」（2018年4月9日、TBS） - 店長 役
- 日曜プライム おかしな刑事（2018年10月21日、テレビ朝日） - 大塚 役
- 天 天和通りの快男児（2018年、テレビ東京）
- ドラマ特別企画「警視庁機動捜査隊216 10」（2019年4月1日、TBS） - 記者 役
- 日曜劇場「集団左遷!!」第4話（2019年5月12日、TBS） - 作業員 役
- 執事 西園寺の名推理2 第5話（2019年5月24日、テレビ東京） - 使用人 役
- ミリオンジョー（2019年10月 - 12月、テレビ東京） - 『週刊少年グローリー』編集部 中村 役（レギュラー）
- 僕はどこから 第8話・第9話（2020年2月26日・3月4日、テレビ東京）
- 警視庁東京湾臨海署 安積班（2021年2月8日、テレビ東京） - 東 役
- ゲキカラドウ（2021年1月7日 - 3月11日、テレビ東京） - レギュラーエキストラ
  - ちょこっとゲキカラドウ 第3話（2021年3月31日、Paravi）
- あなたは一宮モーニングで謎を解く（2021年2月28日、中京テレビ） - 丸の内堅士 役
- 最高のオバハン 中島ハルコ 第4話（2021年5月1日、東海テレビ） ｰ 高梨 役
- ひとりで飲めるもん!（2021年6月4日 - 7月23日、WOWOW） - 店員 役（レギュラー）
- ただ離婚してないだけ（2021年7月7日 - 9月22日、テレビ東京） - 中浦敦 役（準レギュラー）
- 機捜235II（2021年7月19日、テレビ東京） - 市川陽介 役
  - 機捜235III（2022年5月16日）
- 家、ついて行ってイイですか? 第7話（2021年9月25日、テレビ東京） - 平塚 役
- 正義の天秤 第3話（2021年10月9日、NHK） - 刑事 役
- 准教授・高槻彰良の推察 Season2 第1話（2021年10月10日、WOWOW） - 小柳 役
- 受付のジョー（2022年4月26日 - 6月28日、日本テレビ） - 倉西 役（営業部レギュラー）
- 正直不動産 第6話（2022年5月10日、NHK） - ミネルヴァ不動産の客 役
- 警視庁・捜査一課長 season6 最終話（2022年6月16日、テレビ朝日） - 三河亮 役
- 晩酌の流儀 第8話（2022年8月20日、テレビ東京） - 蓮 役
- 警視庁強行犯係 樋口顕Season2 第8話（2022年9月2日、テレビ東京） - 高木 役
- ウツボラ 第4話・第7話（2023年4月24日・5月5日、WOWOW） - 不動産屋 役
- 好感度上昇サプリ 第2話・第3話（2023年5月14日・21日、テレビ東京） - 三谷 役
- SHUT UP 第1話・第2話（2023年12月4日・11日、テレビ東京） - 後藤 役
- 婚活1000本ノック 第9話（2024年3月13日、フジテレビ）- 大谷 / コウジ 役
- 君が獣になる前に（2024年4月6日 - 6月22日、テレビ東京） - 高村 役[4]（レギュラー）
- しょせん他人事ですから 〜とある弁護士の本音の仕事〜 第1話・第2話（2024年7月19日・26日、テレビ東京） - 弁護士 役[5]
- マウンテンドクター 第9話（2024年9月2日フジテレビ） - 救助隊隊長 役
- 失踪人捜索班 消えた真実 第4話（2025年5月2日、テレビ東京） - 証券会社 社員 役[6]
- PJ 〜航空救難団〜 第7話（2025年6月5日、テレビ朝日） - 自衛隊員 役
- 能面検事 第4話・第5話（2025年8月1日・8日、テレビ東京） - 桃瀬淳也 役[7]

### 映画
- 受験のシンデレラ（2008年） - 予備校生 役
- ハッピーネガティブマリッジ（2014年） - チェン 役
- ブラインド・テイスティング（2015年） - MC 役
- サクらんぼの恋（2018年） - 司会者 役
- シ・ン・ラ・イ(2025年)  - 森田学役

### その他
- 屋形船晴海屋 銀座4丁目交差点三愛ビル街頭ヴィジョン CMナレーション（2011年7月15日 - 30日）
- 財務省 個人向け国債　平成28年度駅貼り広告
- 「アルパインスタイル プレミアムスペースデザイン」WEBムービー
- 富士通エフサス導入事例広告　「ひと、ICTとともに」シリーズ　#95「大和ハウス工業」篇
- オリエンタルバイオ社「ハラスメント大全集編」WEBムービー
- 東京都消費者トラブルドラマ「現代TOKYO怖話」WEBドラマ
- ペンタゴン「夢から覚めた日」MV
- ファズー株式会社『シーリングファンあるある』webムービー
- 脱炭素エキデン365プロジェクトCM『脱炭素、見える化』

## 受賞歴
- World Short Drama Awards 2025　最優秀男優賞